# 陈映红
陈映红（1969年—），福建漳州人，中国游泳运动员、教练，现任中国国家游泳队教练员，最知名的弟子为中国游泳运动员、世界冠军张琳。
她作为运动员曾创造女子100米蝶泳全国纪录，并在1988年全国游泳锦标赛上夺得4枚金牌。